# Batis occulta
Batis occulta là một loài chim trong họ Platysteiridae.